# Петриківський ґебіт
 Петрикі́вський ґебі́т, окру́га Петрикі́вка (нім. Kreisgebiet Petrikowka) — адміністративно-територіальна одиниця генеральної округи Дніпропетровськ райхскомісаріату Україна протягом німецької окупації Української РСР під час Німецько-радянської війни. Адміністративним центром ґебіту (місцем перебування ґебітскомісаріату) було місто Петриківка.

## Історія
Ґебіт утворено о 12 годині дня 1 вересня 1942 року на території нинішньої  Дніпропетровської області шляхом передачі його земель від армійського командування до цивільної адміністрації генеральної округи Дніпропетровськ.
Ще 15 червня 1942 року, коли територія майбутньої округи Петриківка перебувала під військовою адміністрацією, формально не належачи до райхскомісаріату Україна, Котовський район було виключено зі складу планованого Новомосковського ґебіту і внесено до складу майбутнього Петриківського ґебіту, який таким чином на момент утворення охопив територію чотирьох районів (нім. Rayons) тодішньої Дніпропетровської області: Котовського, Магдалинівського,  Петриківського і Царичанського та, відповідно, поділявся на чотири райони: Котовка (Rayon Kotowka), Магдалинівка (Rayon Magdalinowka), Петриківка (Rayon Petrikowka) і Царичанка (Rayon Zaritschanka), межі яких збігалися з тогочасним радянським адміністративним поділом. Також зберігалася і структура адміністративних та господарських органів УРСР. Всі керівні посади в ґебіті займали німці, здебільшого ті, які не підлягали мобілізації до вермахту. Лише старостами районних і сільських управ призначалися лояльні до окупаційної влади фольксдойчі або інші місцеві жителі.
Друкований орган округи — газета «Новий час», яка виходила у Петриківці з 20 липня 1942 по 1943 рік. Її редактором був А. Лісний.
Ґебіт фактично існував до взяття Петриківки радянськими військами 25 вересня 1943 року, формально — до 1944 року.